# Pride Bushido 2
Pride Bushido 2 foi um evento de artes marciais mistas promovido pelo Pride Fighting Championships. Aconteceu na Yokohama Arena em Yokohama, Japão em 15 de fevereiro de 2004.

## Ligações Externas
- Site Oficial do Pride
- Sherdog.com